# Dana Pajnič Oražem
Dana Pajnič Oražem, slovenska kiparka in oblikovalka, * 4. april 1906, Ljubljana, † 16. marec 1970, Ljubljana. 
Bila je ena prvih slovenskih keramičnih kipark in oblikovalk. V slovensko umetnost je vnesla vitalizem in glamur.

## Življenje
Njen oče Josip Pajnič je bil sprva trgovec z moko, potem pa knjigovodja. Mama Helena, rojena Zakotnik, je delovala v Splošnem ženskem društvu in bila naklonjena umetnosti: kiparki Karli Bulovec je priskrbela atelje in jo povabila v stanovanje na Tavčarjevo 4, kjer so živeli Pajničevi po očetovi smrti leta 1910. Karla Bulovec je z njimi stanovala leto dni, nato pa se je poročila in odselila. Atelje je po njenem odhodu uporabljala Dana Pajnič. Bohemsko prijateljevanje z umetniki in umetnicami jo je spremljalo vse življenje.
Kot gimnazijka je tri leta obiskovala umetniško šolo Probude, kasneje pa je eno leto obiskovala šolo za dekorativno umetnost v Dresdnu. Tehnik modeliranja, kompozicije in poslikavanja keramike se je učila pri Francetu Kralju. Prvič je bila opažena na šolski zaključni razstavi.
Leta 1928 so jo povabili na pomembno razstavo prvega desetletja slovenske umetnosti v Jugoslaviji na Ljubljanskem velesejmu. 
Med letoma 1943 in 1945 je bila kot aktivistka OF zaprta v Koncentracijskem taborišču Ravensbrück.
Po koncu vojne se je poročila z arhitektom Miroslavom Oražmom (1900–1975). Njune poroke se je udeležila umetniška in politična elita: Alenka Gerlovič, Vito Globočnik, Aleš Bebler, Vera Hreščak Bebler, Sava Sever in Bojan Stupica. Nista imela otrok, saj sta bila  predana vsak svojemu delu, po ločitvi sta ostala pod isto streho. Dana je po ločitvi začela živeti z Oražmovim asistentom Milanom Cvelbarjem.
Leta 1945 je bila vključena v priprave za ustanovitev Društva slovenskih upodabljajočih umetnikov, ki pa je leta 1951 izločilo tiste, ki so se ukvarjali z dekorativno umetnostjo. Pri pozneje ustanovljenem društvu Društvo likovnih umetnikov uporabne umetnosti Slovenije je bila leta 1965 skupaj z Nives Kalin-Vehovar imenovana za vodjo sekcije za unikatno dejavnost. Leta 1967 je bila v imenu društva DLUUUS članica žirije na mednarodni razstavi keramike v Cervii.
Umrla je zaradi odpovedi srca, pokopana je v Dravljah.

## Delo
V času Ljubljanskega velesejma je bila znana po izdelovanju uporabnih predmetov: krožniki, vaze, šatulje za nakit, svečniki ipd. Predmete je tudi sama poslikavala. Njeno zanimanje je kmalu po tem začelo segati v figuralno plastiko.  Prizadevala si je za osamosvojitev umetne obrti keramike. Bila je medijska osebnosti, o njej so pisali Ilustrirani Slovenec, Ilustracija in Mladika.  Karel Dobida je opozoril na njeno inovativnost pri uporabi tehnik, saj je, da bi dosegla intenzivnejšo barvitost, namesto podglazurnega slikarstva začela uporabljati tehnološko zahtevnejše delo z glazurnimi barvami na enkrat žgani glini. Kiparske izdelke je oblikovala v glini in umetnem kamnu.
Njeno najmonumentalnejše delo je keramična soba za Jelačinovo vilo na Emonski 8 v Ljubljani 1936/37, prostor, ki ga od tal do stropa krasi obloga iz unikatno izdelane keramike. Ta prehaja od ornamentalnih in simbolnih pasaž s cvetličnimi vzorci in zodiakalnimi znamenji do figuralnih prizorov z alegoričnimi ženskimi akti v podeželskem okolju in s katedralo sv. Justa v Trstu. 
Dana Pajnič je veliko razstavljala. Prisotna je bila na vseh razstavah, ki so jih v Ljubljani v tridesetih letih prirejale ženske, npr. razstava Žena v slovenski umetnosti leta 1932 na Ljubljanskem velesejmu. Leta 1938 je bila v Ljubljani razstava Male ženske antante, leto za tem pa razstava jugoslovanskih umetnic v Jakopičevem paviljonu. 
Dana Pajnič velja za eno najaktivnejših članic društva v sekciji za keramiko, porcelan in steklo. Razstavljala je v Ljubljani v Moderni galeriji in Mali galeriji,  v Beogradu, Varšavi, Moskvi, Tbilisiju in drugod. Leta 1961 je prejela prvo nagrado na društveni razstavi. 
Po drugi svetovni vojni se je začela intenzivno ukvarjati s stenskim slikarstvom, obdelavo lesa in kovin, s steklom in industrijskim oblikovanjem. Lotila se je tehnike intarzij v les, ki jim je dodajala vkovano srebrno nitko in s to tehniko izdelovala mizice ali okrasne krožnike. 
Leta 1952 je z arhitektom Tinetom Horvatom izvedla slikarsko dekoracijo slaščičarne Slon. 
V javnih zbirkah je ohranjeno malo njenega dela: dva kipa, Avtoportret iz okoli 1930 in Ženski portret iz poznih tridesetih let sta v Moderni galeriji Ljubljana, v dveh drugih muzejih pa sta še dve keramični figuri iz množične proizvodnje, Deklica s čapljo (Narodni muzej Slovenije) in Črnka z otrokom v več variantah (Dolenjski muzej).
Ohranjene umetnine
- Krožnik z avtoportretom s ptico, tovarna keramike Dekor, Ljubljana, 1932-1934, hrani Narodni muzej Slovenije
- Posodje za kavo, tovarna keramike Dekor, Ljubljana, 1934
- Labod, tovarna keramike Keramika, Novo Mesto, 1935
- Keramična soba veletrgovca Jelačiča, Emonska 8, Ljubljana, tovarna keramike Keramika, Novo Mesto, 1937-1938
- Konjička, 1938, zasebna last
- Raženj s priborom za pečenje rib, 1959
- Vrč in kozarci, šestdeseta leta 20. stoletja
- Karafa in kozarci, šestdeseta leta 20. stoletja

## Videz
Dana Pajnič je bila visoke postave, sivooka, izrazito naličena, vedno obdana z živordečimi lasmi, ki za tisti čas niso bili vsakdanji. Oblačila se je drzno. Rada je nosila pulover z aplikacijo orla na hrbtu. Orlovski kremplji so ji segali čez rame. Dala si je izdelati krznene sandale, oblačila se je v črne hlače, razen poleti, ko je bila vsa v belem. 